# Château de Bois-Joly
Le château de Bois-Joly est un édifice situé à Caudan, en France.

## Situation
Le château est situé sur le territoire de la commune de Caudan, au lieu-dit Bois-Joly, dans le département du Morbihan, en région Bretagne.

## Description
Le château est construit en tuffeau avec un soubassement de granite. L'élévation principale est ordonnancée, à faux avant-corps central et latéraux. Le décor sculpté est très riche. Les pilastres cannelés de l'élévation sud sont ornés de chapiteaux composites. À l'intérieur, plusieurs salons possèdent un riche décor de stuc peint de style Louis XV. Les chambres conservent leurs tentures ou papiers peints d'origine. Dans le parc romantique, vasque portant Vénus, pont métallique, kiosque à musique, fabriques et statues. L'ancienne ferme est éloignée du logis, au nord. La maison d'habitation et le bâtiment contenant écurie et pressoir ont été conservés. Réalisé dans un style éclectique encore emprunt de références néo-classiques. Sur le fronton de l'avant-corps central est sculpté en médaillon le portrait de Françoise Bonamy, encadré de deux chimères. Une frise de rinceaux court le long de l'entablement. En dessous, le balcon est supporté par deux cariatides engainées dans une feuille d'acanthe. Les pilastres cannelés de l'élévation sud sont ornés de chapiteaux composites,.

## Histoire
Le château date du XVIIIe siècle, il est construit sur le site du manoir éponyme vendu comme bien national à la Révolution, l'ancien manoir est acquis en 1790 par la famille Le Beau de Trésidy dont le descendant, François, le lègue à sa fille naturelle, Mademoiselle Françoise Bonnamy. Celle-ci abandonne l'ancien manoir qui portera désormais le nom de Vieux Bois Joly, pour faire construire le nouveau château. Sa construction est entreprise en 1852, le nouvel édifice est bâti selon les plans de Hallouis (maître d'ouvrage) qui réalise probablement le projet d'un architecte plus reconnu. Des modifications ont été apportées au dessin d'origine : absence du belvédère avec horloge prévu au centre du toit. le château est un édifice atypique dans la production régionale,.
Il est inscrit au titre des monuments historiques par arrêté du 20 août 2007.

## Protection
Le château et le parc, lieu-dit Bois-Joly, à savoir le logis en totalité, la ferme pour ses façades et toitures, le parc avec l'ensemble de ses fabriques, de sa statuaire et de ses bassins (mausolée de Françoise Bonnamy avec ses vases Médicis et son obélisque, le kiosque à musique, le pont métallique, les bassins de Neptune et de Pan, les deux statues féminines et la statue équestre) , y compris les murs de clôture et la grille d'entrée principale sud-ouest.